# Caenagnesia complementa
Caenagnesia complementa är en sjöpungsart som beskrevs av Monniot 1978. Caenagnesia complementa ingår i släktet Caenagnesia och familjen Agneziidae.
Artens utbredningsområde är Södra Ishavet. Inga underarter finns listade.